# 刘丽笙
刘丽笙（1928年3月—），又名刘力生，女，汉族，河北宛平人，中国心血管病学家，中国医学科学院学术咨询委员会学部委员。